# اولریش بیتچر
اولریش بیتچر (انگلیسی: Ulrich Bittcher؛ زادهٔ ۱۰ سپتامبر ۱۹۵۷) بازیکن فوتبال اهل آلمان است.
از باشگاه‌هایی که در آن بازی کرده‌است می‌توان به باشگاه فوتبال شالکه ۰۴ اشاره کرد.
وی همچنین در تیم ملی فوتبال West Germany B بازی کرده‌است.